# Los Hoyos
Los Hoyos é uma comuna da província de Córdoba, na Argentina.